# 5・4制
5・4制（5・4せい）とは、中曽根内閣が設置した臨時教育審議会で提唱された学制改革案。
現行の小学校6年生を中学校1年生とし、早熟な今時の子供の発育状況に合わせることと、中学校の在学期間を延長し、中学校教育を充実させることを目的とした。旗振り役は、静岡県富士市選出の自由民主党所属衆議院議員斉藤斗志二。大昭和製紙の御曹司であり、日本青年会議所会頭でもあった斉藤斗志二は、臨時教育審議会委員を任され、まず5・4制の実現を目指そうとした。

当時は「小学校の施設を削り、中学校の施設を増やすには相当のコストがかかり、それだけの必要性がない。」と5・4制は否定されたものの、斉藤斗志二は今も5・4制に意欲を見せている。少子化により教室が余ってる中学校も多く、一部地域を除けば導入コストは低いといえる。
「子供の早熟化を考えれば、現行の小学校6年生は、小学校1年と共に過ごすよりも、現行の中学校3年生と過ごすほうが自然。」「中学校生活に慣れるのに1年かかり、最後の1年は高校受験に追われ、現行制度では腰を落ち着けて中学校生活を謳歌できるのは2年生の1年間だけだ。」「中高一貫は教育基本法の改正が必要だが、5・4制は学校教育法の改正だけで実現できる。」「少子化の今こそ、最小限のコストで5・4制を実現する機会。」と斉藤斗志二は強調する。
ただ５・４制では中学受験が１年早まり、受験の低年齢化・格差拡大などが懸念される。さらに進めて４・４・４制にすれば、逆に中学受験が解消されると考えられる。また高校１年生が義務教育になることで、全員の高校進学が保障されることになる。

## 私立学校における5・4制
開設者の裁量が広い私学では、初等部と中等部を統合し、5・4制を実施することがある。
- 開智小学校・中学校・高等学校 (埼玉県)
- 玉川学園
- 立命館小学校
- 清明学園初等学校・中学校

## アメリカにおける5・3・4制
6・3・3を推し進めたアメリカでは、今は5・3・4制が主流になっている。
ここでも、６年生は教科担任が望ましいという理由からである。